# Пальма, Маттео
Матте́о Па́льма (итал. Matteo Palma; родился 13 марта 2008) — немецкий и итальянский футболист, центральный защитник клуба «Удинезе».

## Клубная карьера
Уроженец Берлина, Пальма начал футбольную карьеру в академии местного клуба «Герта». В году присоединился к футбольной академии итальянского клуба «Удинезе». 25 сентября 2024 года дебютировал в основном составе «Удинезе» в матче Кубка Италии против «Салернитаны». 25 мая 2025 года дебютировал в Серии A в матче против «Фиорентины».

## Карьера в сборной
Пальма родился в Берлине в семье итальянца и немки камерунского происхождения.
Выступал за сборную Италии до 15 лет, а также за сборные Германии до 16 и до 17 лет.